# 相沢事件
相沢事件（あいざわじけん）は、日本で発生した暗殺事件。
1935年8月12日、相沢三郎陸軍歩兵中佐（陸軍士官学校第22期、以降「陸士」と略す）が、軍務局長永田鉄山少将（陸士第16期首席、陸軍大学校第23期恩賜）を陸軍省において白昼斬殺した事件である。被害者側の名前から、永田事件、永田斬殺事件とも言う。
陸軍内における皇道派と統制派の内紛の末に起こった事件であり、翌年2月の二・二六事件に繋がった出来事の一つである。

## 概要
昭和初期、帝国陸軍の中枢では、社会の革新（総力戦体制の構築）を旗印に、幕僚らによる派閥一夕会が形成され、ほどなく陸軍中枢のポストを独占する。しかしその後、領袖に担がれた荒木貞夫陸相の下に出入りする青年将校が、より急進的な革新主義（クーデターによる社会の革新、いわゆる「昭和維新」）を掲げて幅を利かせるようになると、これを嫌う幕僚の大半が荒木と袂を別ち、荒木を擁する皇道派と幕僚ら統制派との間での抗争が起こる。
最終的にこの抗争は、1936年、二・二六事件において皇道派のクーデターが失敗、壊滅することによって終結したが、本事件はその約半年前、青年将校の理解者であった相沢が、統制派の幹部であった永田を暗殺した事件である。

## 事件の推移

### 凶行に至るまで
1934年1月、荒木は統制派の幕僚たちの不支持および自身の発病を理由に陸相を辞任し、後任となった統制派の林銑十郎は、軍務局長に永田鉄山を抜擢。永田が中心となって、皇道派青年将校による政治運動の制圧を図る。同年11月、士官学校事件によって、士官候補生のクーデター疑惑を未然に防止し、1935年7月には、荒木にかわって皇道派の領袖であった教育総監真崎甚三郎大将（陸士第9期、陸大第19期恩賜）の更迭を図る。当時、陸軍首脳の人事は陸軍三長官の合意を要する慣例であったが、真崎本人が反対であって成立しなかったため、林の独断で更迭を実施、真崎は閑職である軍事参議官に回される。皇道派の将校らは林大臣の行動を統帥権干犯と非難した。
相沢は当時、広島県深安郡福山町の歩兵第41連隊に所属していた。1934年（昭和9年）12月31日の夜、士官学校事件の背後に永田がいると判断した相沢は、「こんど上京を機に永田鉄山を斬ろうと思うがどうか」と大岸頼好歩兵大尉に相談したが、大岸が反対し断念した。
1935年（昭和10年）6月、林陸相と永田軍務局長の満洲・朝鮮への視察旅行中、磯部浅一、村中孝次、河野壽は永田を暗殺しようとした。
義憤を感じたとされる相沢は、真崎総監更迭を報道で知るや、7月18日に休暇を取り上京。翌19日陸軍省軍務局長室において永田局長との面談を申し込む。面談の中で、相沢は永田の人事を攻め、辞職を要求。永田はいきり立つ相沢を着座させてなだめて説諭し、相沢も強硬手段に出ることはなく、面談自体は平穏に終わるが、見解の相違は埋まらないままであった。
相沢はそのまま福山に戻るが、その後、真崎の更迭に際して配布された「教育総監更迭事件要点」や「軍閥重臣閥の大逆不逞」と題する怪文書を読み、教育総監更迭の「真相」を知って統帥権干犯を確信した。また「粛軍に関する意見書」を読み、磯部浅一、村中孝次の免官（8月2日付）を知ると、このままでは皇道派青年将校たちが部隊を動かして決起し、国軍は破滅すると考え、元凶を処置することによって国家の危機を脱しなければならないと決意した。
相沢は8月1日付で台湾歩兵第一連隊付に異動となる。相沢は赴任前に永田との間に決着をつけることとなり、10日に福山から上京。途中、11日に伊勢神宮、12日朝に明治神宮に参拝して、「もし、私の考えていることが正しいなら成功させて下さい。悪かったならば不成功に終わらせて下さい」と、祈願したという。

### 凶行
8月12日午前9時30分頃陸軍省に到り、相沢が一番尊敬していた整備局長山岡重厚中将（陸士第15期、陸大第24期）を訪ね、談話中に給仕を通して永田少将の在室を確かめた後、午前9時45分頃、軍務局長室に闖入して直ちに軍刀を抜いて永田に切りかかった。
室内にいた東京憲兵隊長・新見英夫大佐が永田をかばったが、右手を切られて重傷。そのまま相沢は永田に切り付け、次いで背中から刺突を加えて殺害した。その間、兵務課長・山田長三郎大佐は室内から脱出している。
決行後整備局長室に戻って「永田に天誅を加えた」と告げた。山岡は予想外の表情をしたが、永田を刺突した際に刀身を持ったため出血している左手をハンカチで縛り、たまたま来室していた大尉に医務室へ案内させた。途中、永田局長の一の子分といわれた新聞班長根本博大佐（陸士第23期、陸大第34期）が駆け寄ってきて、黙って固い握手を交わした。また、調査部長山下奉文少将（陸士第18期、陸大第28期恩賜）が背後から「落ち着け落ち着け静かにせにゃいかんぞ」と声をかけた。こうした陸軍省内の様子を見て「ありがたい、維新ができた」と内心感激した。

### 裁判・死刑
事件を受けて、綱紀粛正のため陸軍省では9月から10月にかけて首脳部の交代が行われた。林銑十郎陸相、橋本虎之助陸軍次官、橋本群軍務課長は退任し、川島義之陸相、古荘幹郎陸軍次官、今井清軍務局長、村上啓作軍務課長の布陣となった。
第1師団軍法会議による公開裁判が行われ、1936年（昭和11年）1月28日第1回公判が開始された。裁判長は判士、陸軍少将第一旅団長の佐藤正三郎、検察官は法務官の島田朋三郎、弁護人は弁護士、法学博士の鵜沢総明、特別弁護人、陸軍歩兵中佐の満井佐吉であった。公判は、問題が教育総監更迭に関し、勅裁を受けている大正2年の省部規定を蹂躙した軍首脳部の行動が統帥権干犯となるや否やに絞られ、林陸相の行動が統帥権干犯となるか、林陸相にあえてそれを行わせた永田軍務局長に陰謀の事実があったかどうかが、事件の焦点となった。
軍法会議は2月12日の第6回公判において、橋本前次官を、2月17日には林前陸相を、2月25日には真崎前教育総監を証人として喚問し、軍機保持上公開を禁止した。しかし、三証人とも、職務として関与したものであるから勅許をまたずしては証言できない、と肝心の点については証言を拒否した。
鵜沢、満井両弁護人は勅許を仰いで真崎大将を再喚問するよう申請するとともに、斎藤実内府、池田成彬、木戸幸一、井上三郎、唐沢俊樹警保局長、下園佐吉（牧野前内府秘書）、太田亥十二を証人喚問することを申請した。
軍法会議は勅許奏請の手続きを執らなければならない段階となり、軍中央部も反対することはできなくなった。ところが2月26日払暁に二・二六事件が勃発した。
二・二六事件により一時中断されたが、4月22日に第11回公判を再開した。裁判長は判士、陸軍少将の内藤正一に変更され、裁判官も変更があった。また、弁護人も菅原裕弁護士と角岡知良弁護士に変更となった。裁判長は公開停止を宣言し、一般公衆の退廷を命じた。5月1日の第14回公判終了まで非公開のままで、証拠申請はことごとく却下された。
同年5月7日死刑の判決が言い渡された。翌8日に上告したが、6月30日上告棄却が言い渡され、死刑判決が確定した。1審、2審とも判決内容が事前に漏れていた。
同年7月3日午前5時、東京衛戍刑務所内において、判決謄本の送達さえ行われず、弁護人の立ち会いも許されず、銃殺刑は執行された。
鷺宮の相沢家では供養が行われた。夜になって荒木が、5日には真崎がそれぞれ弔問した。寺内寿一陸相は花輪を供えようとしたが、側近に遮られたという。

### その他
なお、事件発生時は永田は軍務局長室で陸軍内部の綱紀粛正（過激さを増していた皇道派の青年将校に対する抑制策）に関する打ち合わせを行っており、兵務課長・山田長三郎大佐と東京憲兵隊長・新見英夫大佐が在室していた。新見大佐は怪文書について報告しており、軍務局長の机の上には、「粛軍に関する意見書」が開かれていた。相沢の襲撃に気づいた新見大佐は、永田をかばって相沢に斬りつけられ、重傷を負ったが、山田大佐は局長室から姿を消していた。この事情について山田大佐は事件後、「自分の軍刀を取りに兵務課長室へ走って戻り、軍刀を持って局長室にとって返した時には局長は殺害され、相沢は立ち去った後だった」と弁明したが、軍内部及び世間から「上官を見捨てて逃げ去った軍人にあるまじき卑怯な振る舞い」と批判され、さらには相沢と通じていたのではないかという噂までささやかれるに至った（新見大佐が相沢中佐の入室発見が遅れた理由については、戦後、新見大佐の治療にあたった長田眼科の長田昇医師が視野狭窄について証言している。(岩田礼著「軍務局長斬殺」) また、NHK「歴史への招待」(永田軍務局長斬殺 昭和10年・1981年6月27日放映)でも長田医師本人が出演し証言している。）
新見大佐は当初、誘導尋問のような事情聴取で山田大佐の在室を証言をしたが、しばらくして山田大佐の在室については確認していないと証言を訂正している。山田大佐は事件から約2ヶ月後の10月5日に「不徳の致すところ」という遺書を残し、自宅で自決した。
永田が殺されたとき大川周明は「小磯がバカだからこんなことになった。あの書類さえ始末しておけば永田は殺されずにすんだものを……」と嘆息したという。
社会民衆党の亀井貫一郎は、「永田の在世中、議会、政党、軍、政府の間で、合法あるいは非合法による近衛擁立運動についての覚書が作成され、軍内の味方はカウンター・クーデターを考えていた。だから右翼は右翼でクーデターを考えてもよい。どっちのクーデターが来ても近衛を押し出そうと、ここまで考えていたということが永田が殺された原因のひとつ」ということを述べている。

### GHQによる調査
戦後の1945年（昭和20年）12月14日、連合国軍最高司令官総司令部は日本政府に対し相沢事件を含め、1932年（昭和7年）から1940年（昭和15年）までに発生したテロ事件に係る文書（警察記録、公判記録などいっさいの記録文書）の提出を命令した。提出命令に先立ち、同年12月6日までにA級戦犯容疑者の逮捕命令が出されていた。

## 関連作品
映画
- 重臣と青年将校 陸海軍流血史（1958年）
- 日本暗殺秘録（1969年）

漫画
- 血染めの紋章（原作：かわぐちかいじ 芳文社）（1972年）
- 昭和天皇物語（作画 能條純一：原作 半藤一利「昭和史」、脚本：永福一成、監修：志波秀宇）（2017年 - ）